# Abraham Izaak Kamiński
Abraham Izaak Kamiński (ur. 1867 w Woli, zm. 1918 w Łomży) – polsko-żydowski aktor, reżyser, scenarzysta, tłumacz, autor sztuk, kierownik trup i antreprener, mąż Ester Rachel i ojciec Reginy, Idy i Józefa Kamińskich.

## Życiorys
Urodził się w Woli, będącej obecnie dzielnicą Warszawy, w biednej ortodoksyjnej rodzinie żydowskiej. Naukę pobierał w chederze, a świeckie wykształcenie, w tym znajomość kilku języków zdobył na drodze samokształcenia. Około 1887 skompletował z amatorów pierwszą własną trupę jidysz, występującą zarówno na prowincji jak i w warszawskich teatrach. W 1893 założył Teatr Niemiecki Opery Dramatów i Komedii, który występował na terenie Imperium Rosyjskiego. W nim jako aktorka występowała jego przyszła żona – Ester Rachel Halpern. W 1905 powrócił z objazdu i osiadł w Warszawie.
W 1908 został współzałożycielem Literarisze Trupe (z jid. Trupy Literackiej) – pierwszego czysto dramatycznego zespołu stawiającego sobie za cel wystawianie wartościowego repertuaru literackiego. W latach 1908–1909 wyruszył wraz z trupą na występy do Rosji, a następnie do Stanów Zjednoczonych. W 1909 sprowadził do siebie swoją żonę, która za pieniądze tam zarobione umożliwiła Kamińskiemu w 1913 adaptację gmachu rotundy na Dynasach na teatr na 1500 miejsc – pierwszy w Warszawie stały teatr żydowski. Zmarł w 1918 na scenie teatru w Łomży. Został pochowany na którymś z łomżyńskich kirkutów. Po jego śmierci teatr, który założył został nazwany jego imieniem. 
Abraham Izaak Kamiński był autorem kilku sztuk, m.in. Jidisze aktiorn ojf der rajze (z jid. Żydowscy aktorzy w podróży) oraz Rabbi Akiba mit zajne 24 tojznt talmidim (z jid. Rabbi Akiba i jego 24000 uczniów), a także tłumaczem na jidysz: Na dnie Maksima Gorkiego, Zbójców Friedricha Schillera oraz Skąpca i Chorego z urojenia Moliera.

## Kariera filmowa
Od drugiej dekady XX wieku Kamiński związany był także z kinematografią. Wyreżyserował i napisał scenariusz do kilku polskich filmów w języku jidysz.
| Reżyser - 1911: Zabójca z nędzy - 1912: Wydziedziczeni - 1912: Bóg, człowiek i szatan - 1913: Fatalna klątwa - 1913: Kara Boża - 1913: Bigamistka - 1914: Ubój - 1914: Macocha - 1914: Córka kantora - 1915: Wyklęta córka - 1916: Rodzina Cwi |  |  | Scenarzysta - 1912: Wydziedziczeni - 1912: Bóg, człowiek i szatan - 1913: Bigamistka - 1914: Ubój - 1914: Macocha - 1914: Córka kantora - 1916: Rodzina Cwi Aktor - 1912: Mirełe Efros |